# Оспицио Бернина (станция Ретийской железной дороги)
Оспицио Бернина станция на Бернинской железной дороге между Санкт-Морицем в Швейцарии и Тирано в Италии. Станция находится на берегу Лаго-Бьянко, рядом с перевалом Бернина, между долинами Энгадин и Поскьяво, в кантоне Граубюнден. Она названа в честь одноимённого постоялого двора(оспицио на итальянском языке), который стоит на дороге, проходящей в 50 метрах над станцией. В административном отношении принадлежит муниципалитету Поскьяво.
Оспицио Бернина, расположенная на высоте 2 256 метров над уровнем моря, является самой высокой станцией и наивысшей точкой Бернинской (а также и всей Ретийской) железной дороги. Это также высшая железнодорожная станция в Граубюндене и Восточной Швейцарии. Также это высочайший железнодорожный переезд в Европе. Ежечасные поезда в обоих направлениях ходят в течение всего года, несмотря на суровые зимние условия. Станция включает в себя несколько хозяйственных построек.
Железнодорожный вокзал был открыт в 1910 году.

## Галерея

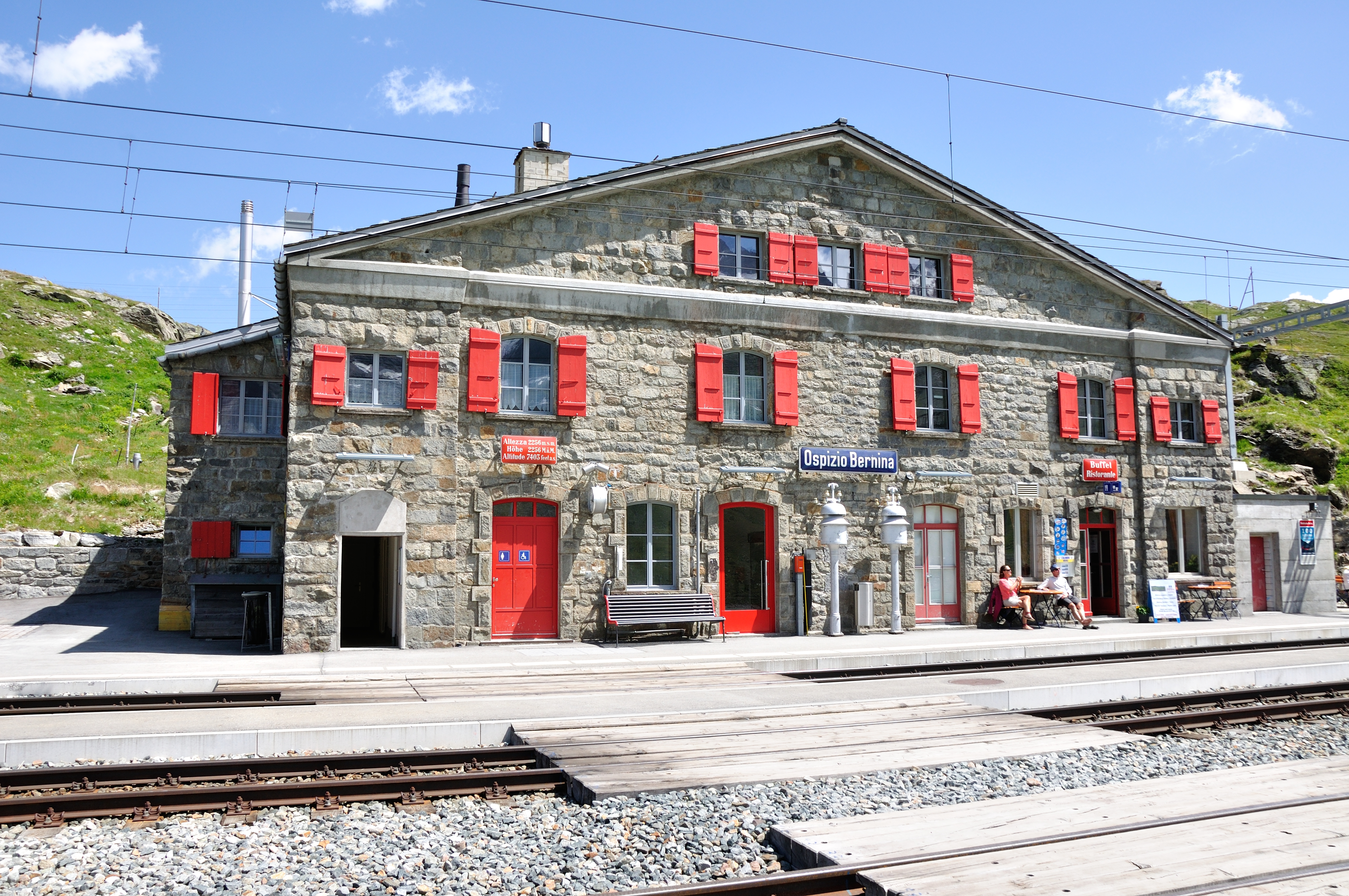
Фасад станции
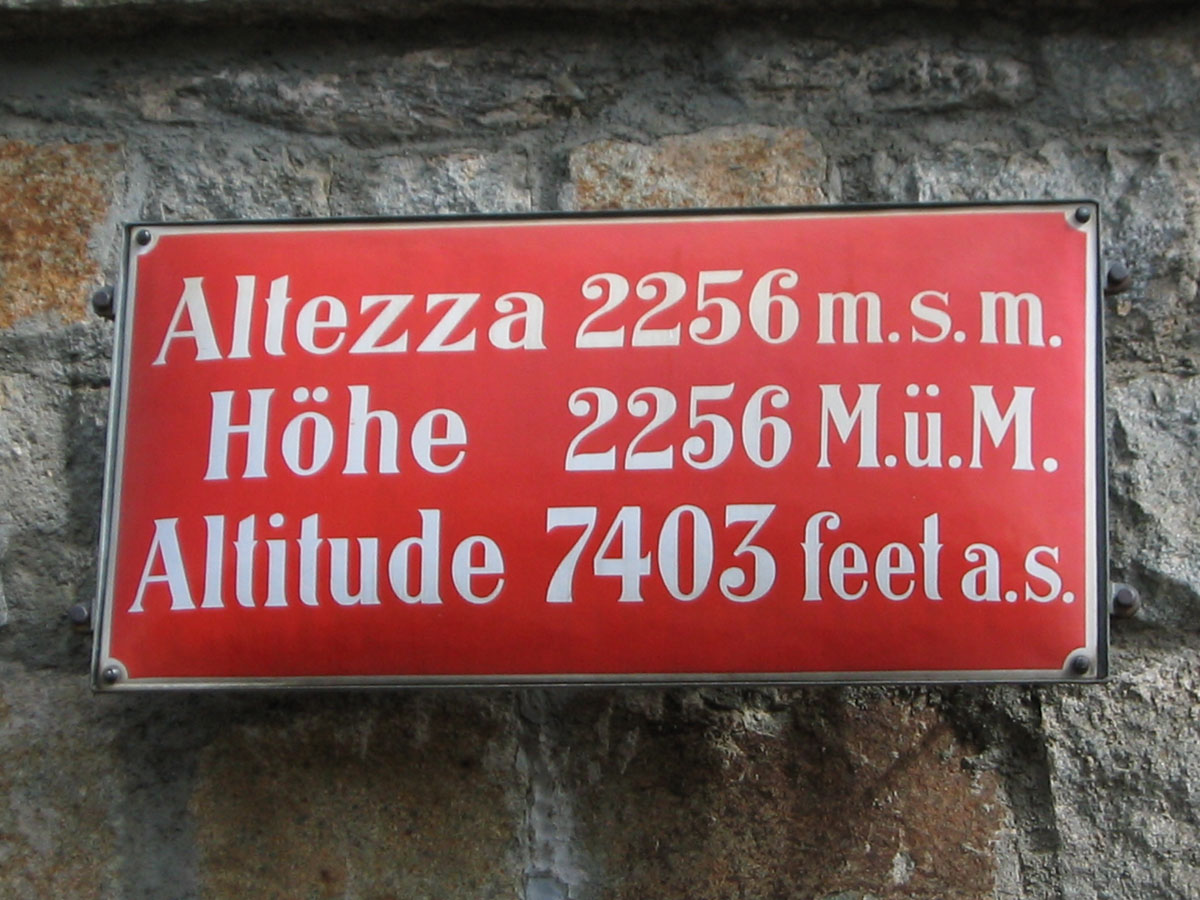
Отметка высоты на фасаде вокзала
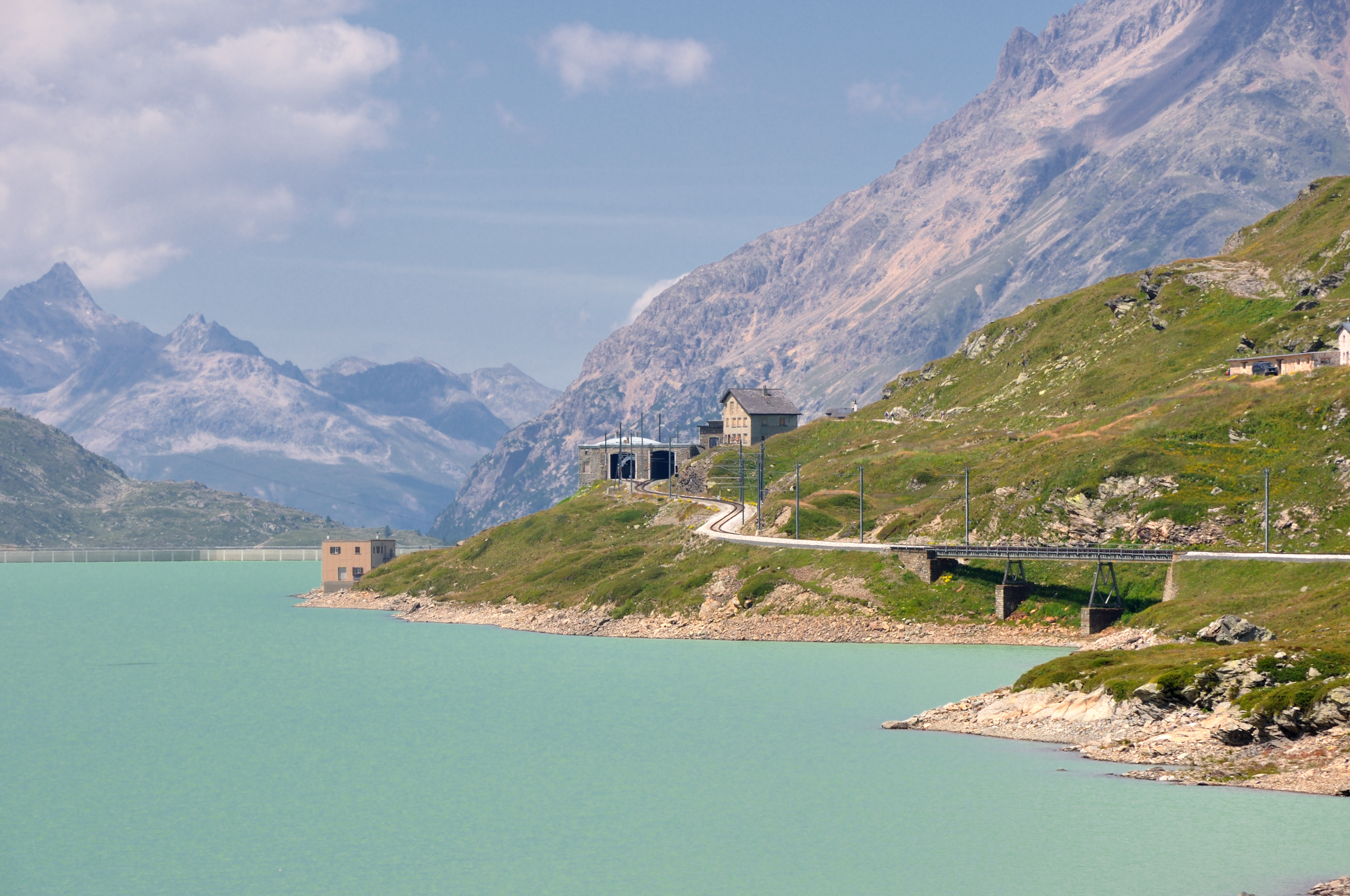
Лаго-Бьянко и линия Бернина к югу от станции
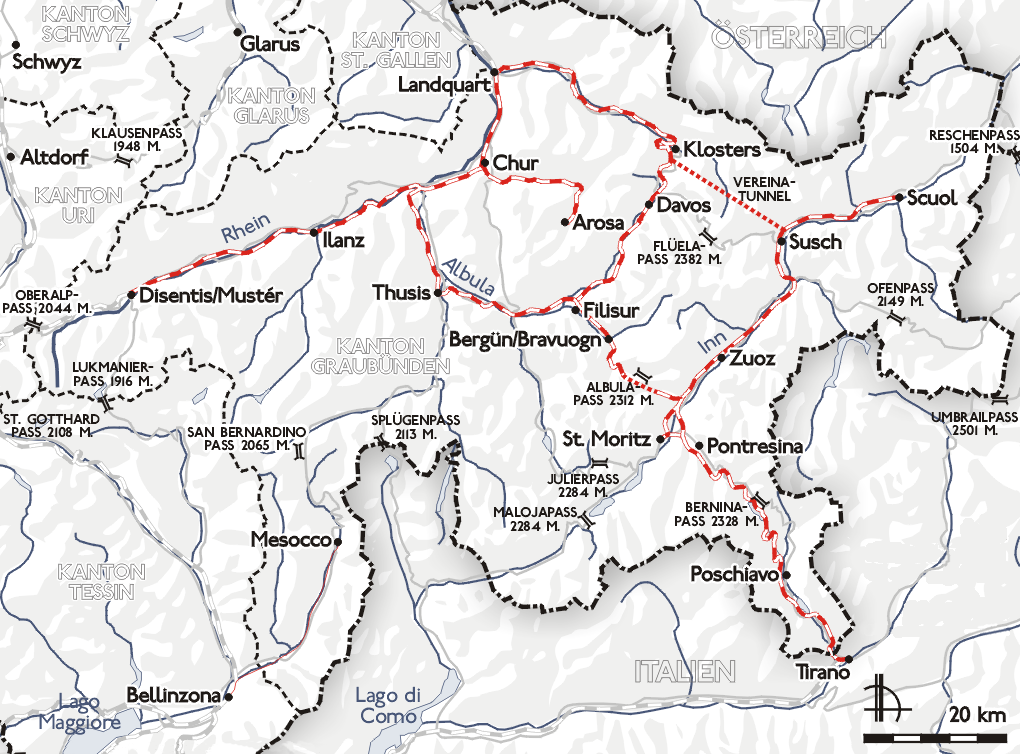
На карте Ретийской железной дороги

## Примечание
1. ↑  La Revue électrique Архивная копия от 5 января 2018 на Wayback Machine, p. 525, 1911